# Krka (Sava)

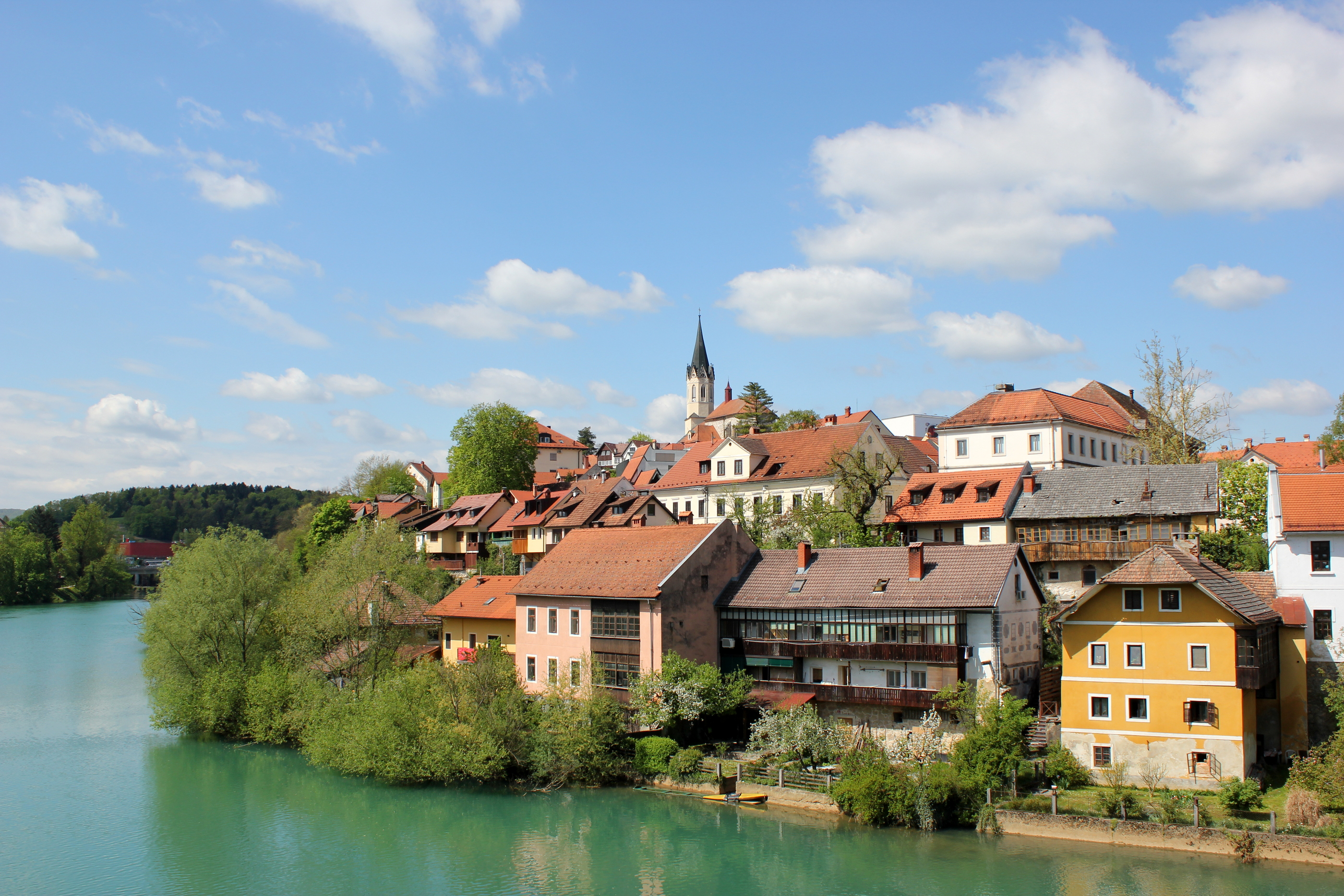
Krka curge prin Novo Mesto

Krka (pronunție [ˈkəɾka]; în germană Gurk, pronunție în germană [ɡʊʁk] ⓘ; în latină Corcoras) este un râu din sud-estul Sloveniei (din regiunea tradițională Carniola de Jos). Este un afluent de dreapta al râului Sava. Cu o lungime de 94,6 de kilometri, este al doilea râu ca lungime care curge în întregime prin Slovenia, după râul Savinja.

## Nume
Numele Krka a fost atestat pentru prima dată în surse scrise în 799 sub forma Corca (și ca Gurke în 1025 și in Gurka fluvio în 1249). Numele sloven este derivat din cuvântul în limba slavă *Kъrka, bazat pe numele romanic *Corcra sau *Corca, derivat la rândul său din Corcora. Multe râuri au purtat acest nume, sau nume similare, în antichitate. Se crede că numele este de origine pre-romanică și se poate baza pe onomatopee.

## Izvoare
Râul Krka are un izvor carstic, situat într-o vale sub formă de buzunar de sub Peștera Krka, la nord de satul Krka, la cca. 25 de kilometri  sud-est de capitala Ljubljana, după care râul începe a curge spre sud-est. În urma ploilor puternice, apa izbucnește prin intrarea principală a Peșterii Krka și curge într-o cascadă torențială peste treptele din fața acesteia.

## Curs
Râul trece prin orașul Žužemberk, localitatea Dolenjske Toplice, orașul Novo Mesto, Castelul Otočec și Kostanjevica na Krki. Se varsă în râul Sava la Brežice, lângă granița cu Croația. Cel mai mare afluent al râului Krka este Prečna, în continuarea râului Temenica⁠(d).